# Tan Sui Hoon
Tan Sui Hoon (* 5. Dezember 1963) ist eine ehemalige malaysische Badmintonspielerin.

## Karriere
Tan Sui Hoon gewann bei den Südostasienspielen 1989 Bronze im Damendoppel mit Tan Lee Wai. Ein Jahr später wurden beide erneut Dritte. Tan Sui Hoon belegte derselben Veranstaltung ebenfalls den Bronzerang im Mixed mit Ong Ewe Chye. Bei der Asienmeisterschaft 1992 erkämpfte sie sich wieder Bronze im Doppel mit Tan Lee Wai. 1994 wurde sie erneut Dritte, diesmal bei den Commonwealth Games im Damendoppel mit Lee Wai Leng.

## Sportliche Erfolge
| Saison | Veranstaltung      | Disziplin   | Platz | Name                        |
| ------ | ------------------ | ----------- | ----- | --------------------------- |
| 1989   | Südostasienspiele  | Damendoppel | 3     | Tan Sui Hoon / Tan Lee Wai  |
| 1991   | Südostasienspiele  | Damendoppel | 3     | Tan Lee Wai / Tan Sui Hoon  |
| 1991   | Südostasienspiele  | Mixed       | 3     | Ong Ewe Chye / Tan Sui Hoon |
| 1992   | Asienmeisterschaft | Damendoppel | 3     | Tan Sui Hoon / Tan Lee Wai  |